# فرودگاه گبنکو
فرودگاه گبنکو (به انگلیسی: Gbenko Airport) یک فرودگاه است . این فرودگاه در کشور غنا قرار دارد .